# Dino Štiglec
Dino Štiglec (ur. 3 października 1990 w Zagrzebiu) – chorwacki piłkarz występujący na pozycji obrońcy w HNK Gorica.

## Kariera klubowa
Grę w piłkę nożną rozpoczął w wieku 11 lat w szkółce NK Zagreb z rodzinnego Zagrzebia. W rundzie wiosennej sezonu 2008/09 został włączony do kadry pierwszego zespołu. 1 marca 2009 zanotował debiut w 1. HNL w wyjazdowym spotkaniu z NK Croatia Sesvete (4:1). Ze względu na niewielkie szanse na regularne występy został dwukrotnie wypożyczony na okres jednej rundy – najpierw do NK Vrapče w 2010 roku (3. HNL) a następnie w 2011 roku do NK Lučko (2. HNL). Po powrocie do NK Zagreb stał się od sezonu 2011/12 graczem podstawowego składu. Po sezonie 2012/13 spadł ze swoim klubem z chorwackiej ekstraklasy, do której powrócił po jednym roku. Latem 2015 roku jako wolny agent przeszedł do NK Slaven Belupo, gdzie przez 1,5 roku zaliczył 52 ligowe występy, w których zdobył 1 bramkę.
W styczniu 2017 roku za kwotę 130 tys. euro został wykupiony przez NK Olimpija Lublana, trenowaną przez Lukę Elsnera. 25 lutego zadebiutował w 1. SNL w przegranym 0:1 spotkaniu przeciwko NK Maribor. W czerwcu 2017 roku wystąpił po raz pierwszy w europejskich pucharach w meczu z Vaasan Palloseura (0:1) w kwalifikacjach Ligi Europy 2017/18. W sezonie 2017/18 wywalczył krajowy dublet i zagrał we wszystkich możliwych 44 spotkaniach, co było najlepszym wynikiem w klubie od 2001 roku. Ponadto w lidze NK Olimpija straciła łącznie 17 goli, ustanawiając nowy rekord słoweńskiej ekstraklasy. W lutym 2019 roku Štiglec otrzymał propozycję przejścia do BATE Borysów, jednakże ofertę wycofano z powodu niekorzystnych wyników testów medycznych. Wkrótce po tym powrócił do NK Olimpija, gdzie pozostał do momentu wygaśnięcia kontraktu. Na zakończenie sezonu 2018/19 zdobył Puchar Słowenii po pokonaniu w finale NK Maribor.
W czerwcu 2019 roku związał się dwuletnią umową ze Śląskiem Wrocław prowadzonym przez Vítězslava Lavičkę. 20 lipca 2019 zadebiutował w Ekstraklasie w wygranym 1:0 wyjazdowym meczu z Wisłą Kraków, w którym strzelił jedyną bramkę, uznaną przez organizatora rozgrywek za gola kolejki.

## Sukcesy
NK Olimpija Lublana
- mistrzostwo Słowenii: 2017/18
- Puchar Słowenii: 2017/18, 2018/19